# Sabir Junussovicz Junussov
Sabir Junussovicz Junussov (1934) es un botánico y taxónomo tayiko.
Es especialista en la familia de Brassicaceae. Desarrolla su actividad científica en el "Instituto de Botánica, "Academia de Ciencias Tajik", en Dusambé, Tayikistán.

## Algunas publicaciones
- 1978. Sisymbriopsis. En: P.O. Ovczinnkov (editor), Fl. Tayikistán SSR 5: 32--34. Academia de Ciencias, Leningrado.
- 2003. Al-Shehbaz, I.A.; S.J. Junussov. Arabidopsis bactriana Belongs to Dielsiocharis (Brassicaceae). Novon, Vol. 13, N.º 2, pp. 170-171

- La abreviatura «Junussov» se emplea para indicar a Sabir Junussovicz Junussov como autoridad en la descripción y clasificación científica de los vegetales.[1]

Ha publicado sus identificaciones y nombramientos de nuevas especies en : Novon; Fragm. Florist. Geobot.; Novosti Sist. Vyssh. Rast.